# Copa do Mundo de Esqui Alpino de 1986
A Copa do Mundo de Esqui Alpino de 1986 foi a 20º edição da Copa do Mundo, ela foi iniciada em agosto de 1985 na Argentina e finalizada em março de 1986 no Canadá.
O luxemburguês Marc Girardelli venceu no masculino, enquanto no feminino a suíça Maria Walliser foi a campeã geral.